# Lunes de miel
Pour l’article ayant un titre homophone, voir Lune de miel.
Cet article possède un paronyme, voir Lunes de fiel.
Lunes de miel est une série télévisée française en 150 épisodes de 26 minutes, créée par Philippe  Amar et Philippe  Mari, produite par Tilt Productions et diffusée à partir du 22 octobre 1990 sur La Cinq.

## Synopsis
La vie quotidienne, tendre ou comique d'une agence matrimoniale, de ses dirigeants et de sa clientèle. Anna, 30 ans, psychologue de formation, est conseillère conjugale : elle essaie tant bien que mal de ré-équilibrer les ménages en perdition. Elle partage sa secrétaire Carole et ses bureaux avec Julian, journaliste pour un magazine vidéo, qui donne à ceux qui ne possèdent pas d'équipement la possibilité d'enregistrer des annonces. En réalité, grâce à la complicité de la charmante Carole, il récupère les clients réfractaires de la conseillère conjugale lorsque la thérapie de cette dernière n'a pas permis de recoller les morceaux. Il gère ainsi un fichier de rencontres, tout en permettant à son ami Georges, détective en mal de clients, de proposer ses services à la victime ainsi délaissée. Malgré ce montage habile qu'Anna va découvrir, les affaires ne sont pas florissantes. Carole, qui veut conserver son emploi, leur propose de mettre en commun leurs expériences respectives : les relations de l'un, les dons de psychologue de l'autre. Après quelques hésitations, l'affaire est lancée. 

## Distribution
- Patricia Elig
- Marion Game
- François-Régis Marchasson
- Nathalie Galan
- Pascal Liger
- Geoffroy Thiebaut